# Ruiterstandbeeld van Lodewijk XIV

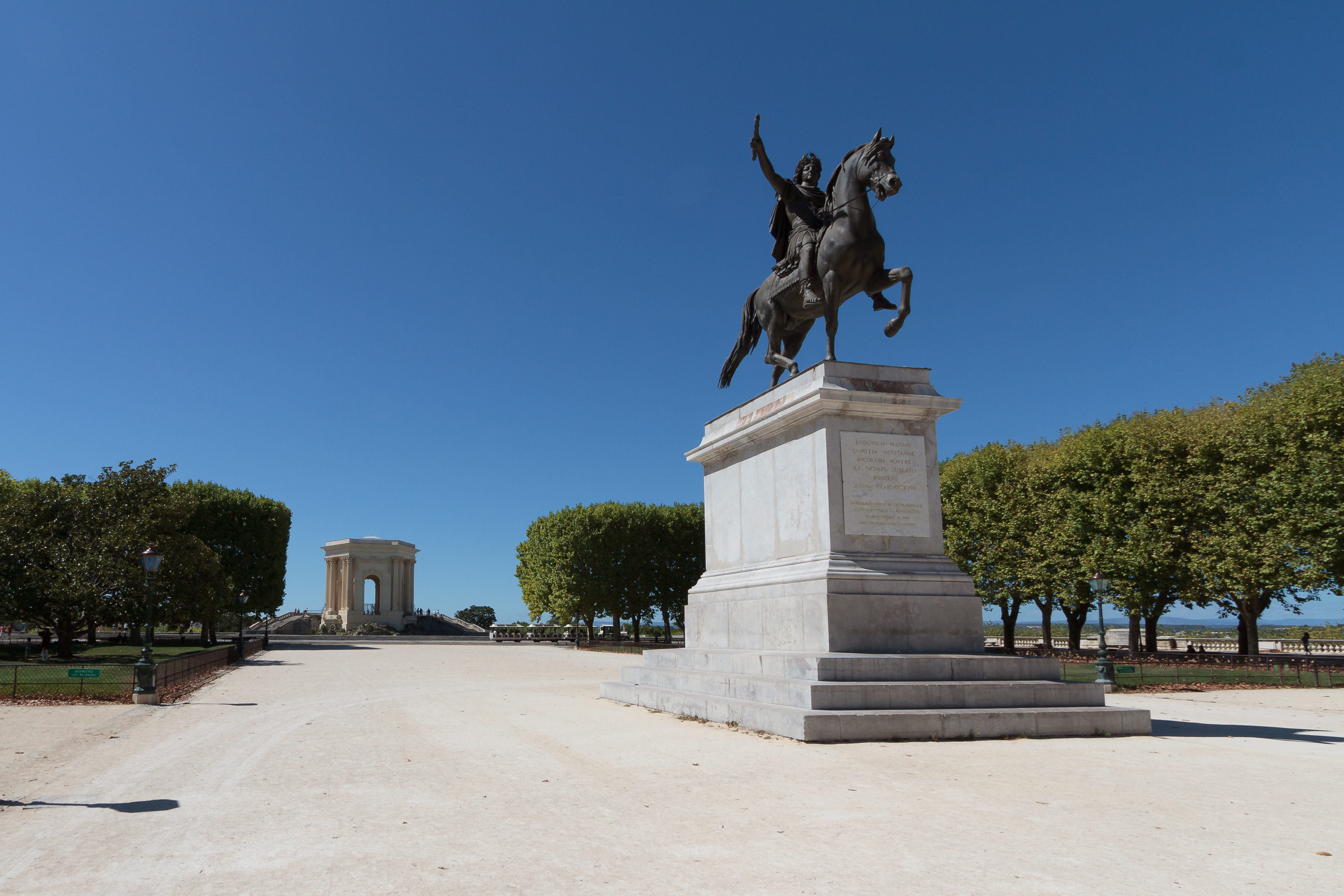
Ruiterstandbeeld van de Zonnekoning in Montpellier. In de achtergrond Watertoren Le Peyrou

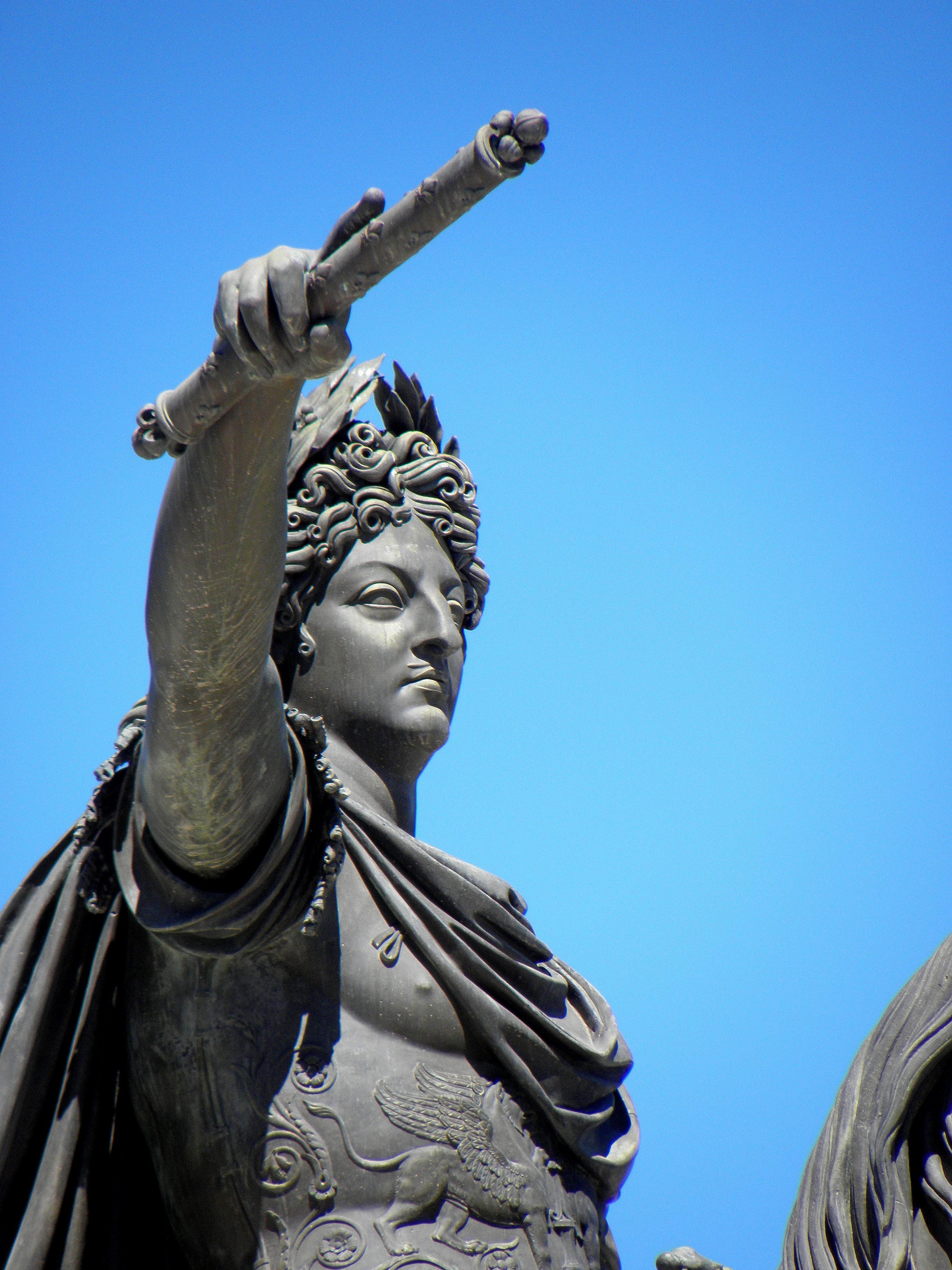
De Zonnekoning als Romeins triomfator

Het Ruiterstandbeeld van Lodewijk XIV staat in de Zuid-Franse stad Montpellier, in het departement Hérault. Het beeld staat centraal op de Promenade du Peyrou. Het eerste beeld stond er van 1718 tot 1792, periode van de Franse Revolutie. Sinds 1838 staat er een tweede beeld.

## Historiek

### Eerste ruiterstandbeeld
In 1685 beslisten de Staten van Languedoc, een provincie in het koninkrijk Frankrijk, om een ruiterstandbeeld ter ere van de Zonnekoning op te richten. Andere provincies behandelden dezelfde vraag. In datzelfde jaar had de Zonnekoning het Edict van Fontainebleau uitgevaardigd; hiermee wou hij het protestantisme afschaffen in zijn land. De aartsbisschop van Narbonne en voorzitter van de Staten van Languedoc, kardinaal Pierre de Bonzi, was het plan onmiddellijk genegen. De stad Toulouse bood zich aan om het koninklijk standbeeld van de Languedoc te plaatsen. Ook andere steden waren kandidaat. Doch de intendant van de provincie, Lamoignon de Basville, koos voor Montpellier. Montpellier lag dichter bij de Cevennes, waar de oorlog van de Camisards, was uitgevochten tegen de hugenoten. Twee artiesten in Parijs gingen onmiddellijk aan de slag, Pierre Mazeline en Simon Hurtrelle. Het beeld moest de koning voorstellen als Romeins triomfator. Zeegevechten met de Engelsen stelden het transport van het beeld uit naar Montpellier, aan de Middellandse Zee. Ook maakten hovelingen zich druk over het feit dat het standbeeld in een uithoek van Montpellier zou komen; in andere Franse steden stond het ruiterstandbeeld immers midden op het centrale plein. 
In 1718 kon intendant Basville, die aan het einde van zijn carrière stond, de inhuldiging in Montpellier voorzitten. De Zonnekoning, bijgenaamd Lodewijk de Grote, was toen overleden. Omdat het beeld toch maar op een kale plek stond, ontstonden discussies om méér standbeelden errond te plaatsen. Beelden van grote Fransen. Doch dit plan was te duur om uit te voeren. Het ancien régime liep naar haar einde.
Na de Franse Revolutie werd het standbeeld ontmanteld in het jaar 1792. Het koper werd naar Lyon versleept om kanonnen te gieten. Sommigen wilden nog het paard redden omdat dit politiek geen probleem stelde, doch het Terreurregime eiste de volledige ontmanteling. Een guillotine verrees op het plein. Deze stelde een twintigtal inwoners van Montpellier terecht. 

### Tweede ruiterstandbeeld
In 1807, in de napoleontische tijd, wenste de stad een ruiterbeeld van Napoleon op te richten, doch het geld ontbrak. In 1814 werd de monarchie in Frankrijk hersteld, tijdens de periode van de Restauratie. De latere koning Karel X, destijds kroonprins, legde de eerste steen van de sokkel (1814). De sokkel droeg de inscriptie: Everterat furor, restituit pietas, wat betekent de furie (der hugenoten) heeft hij omgekeerd, de vroomheid (Roomse godsdienst) heeft hij hersteld. Dit was een verwijzing naar de dragonnades, bloedige vervolgingen tegen protestanten die de Zonnekoning in de Languedoc had uitgevoerd. In Montpellier zetelde tijdens de Restauratie de prefect van Hérault, Aubernon. Aubernon verkreeg van de regering in Parijs 6.000 franken voor een tweede beeld (1819); het stadsbestuur schonk nog eens 35.000 franken. De bronsgieter Achille Valois startte de werken. Plechtig werden de stukken van het beeld in ontvangst genomen in 1829, tien jaar later. De kosten waren opgelopen tot 200.000 franken. 
Doch toen brak de Julirevolutie van 1830 uit en de dynastie der Bourbons kwam ten val. De stukken van het ruiterstandbeeld - de Zonnekoning was een Bourbon - werden bespuwd. Het idee om de vervolgingen door de Zonnekoning te vereren met een standbeeld werd verlaten. Beeldhouwer Debay en bronsgieter Carbonneaux eisten hun geld op. Het plan werd opgevat om het hoofd van de Zonnekoning te vervangen door het hoofd van Pierre-Paul Riquet, baron de Bonrepos, die het Canal du Midi heeft aangelegd. In 1834 was de kalmte teruggekeerd. De assemblage van de stukken van het standbeeld kon aanvangen. Het ruiterstandbeeld van de Zonnekoning werd in 1838 in stilte ingehuldigd.
Het ruiterstandbeeld werd geklasseerd en erkend als monument historique in 1954.